# Алассан Ндао
Алассан Ндао (фр. Alassane Ndao, нар. 31 грудня 1996, Дакар, Сенегал) — сенегальський футболіст, вінгер аравійського клубу «Аль-Ахлі» та національної збірної Сенегалу.
На правах оренди грає у турецькому клубі «Анталіяспор».

## Ігрова кар'єра

### Клубна
Алассан Ндао починав займатися футболом у рідному місті Дакар. В сезоні 2019/20 він перебрався до Європи, де приєднався до  турецького клубу «Фатіх Карагюмрюк». Першу гру на професійному рівні Ндао провів у січні 2020 року у турецькі Першій лізі. У тому сезоні «Фатіх» виборов підвищення і новий сезон Ндао розпочав вже у Суперлізі.
Влітку 2021 року контракт футболіста за 3 млн євро викупив аравійський клуб «Аль-Ахлі». Але вже в січні 2022 року Ндао повернувся до Туреччини, де продовжив грати на правах оренди у клубі Суперліги «Анталіяспор».

### Збірна
22 липня 2017 року у матчі проти команди Сьєрра-Леоне Алассан Ндао дебютував у національній збірній Сенегалу. І в своїй першій грі за збірну футболіст відзначився забитим голом.